# Districte de Gurué
El districte de Gurué és un districte de Moçambic, situat a la província de Zambézia. Té una superfície de 5.606 kilòmetres quadrats. En 2007 comptava amb una població de 237.935 habitants. Limita al nord amb el districte de Malema de la província de Nampula, al nord-oest amb el districte de Cuamba de la província de Niassa, al sud-oest amb el districte de Milange, al sud amb els districtes de Namarroi i Ile i a l'est amb el districte d'Alto Molócuè.

## Divisió administrativa
El districte està dividit en dos postos administrativos (Lioma i Mepuagiua), compostos per les següents localitats:
- Posto Administrativo de Lioma:
  - Lioma
  - Magige
  - Mualijane
  - Nintulo
  - Tetete
- Posto Administrativo de Mepuagiua:
  - Incize
  - Mepuagiua
  - Mugaveia
  - Nicoropale
  - Nipive